# صلصة القهوة
صلصة القهوة (بالإنجليزية: Coffee sauce) هي صلصة طهي سريعة التحضير في المطبخ تتكون من القهوة، تم استخدام صلصة القهوة في المطبخ الأمريكي تقريباً منذ عام 1904، قد تكون صلصة القهوة حلوة أو مالحة.

## التحضير
تحضر صلصة القهوة بمزج السكر والنشا في قدر ويضاف الحليب ويوضع على النار، تضاف القهوة وتخلط حتى يصبح الخليط ناعماً وتضاف إليها الزبدة وتترك لتبرد.
تشمل المكونات الإضافية في بعض المستحضرات البيض والكريمة.

## الاستخدام
تستخدم في عمل الحلويات والمستحضرات الحلوة والمحليات مثل السكر أو الشراب البسيط، وعلى الكعك والكستناء والفطائر والآيس كريم والحلوى والتورتات والنفيخ والبطاطا الحلوة، وعلى السلمون وشرائح اللحم.